# Élisabeth Vonarburg

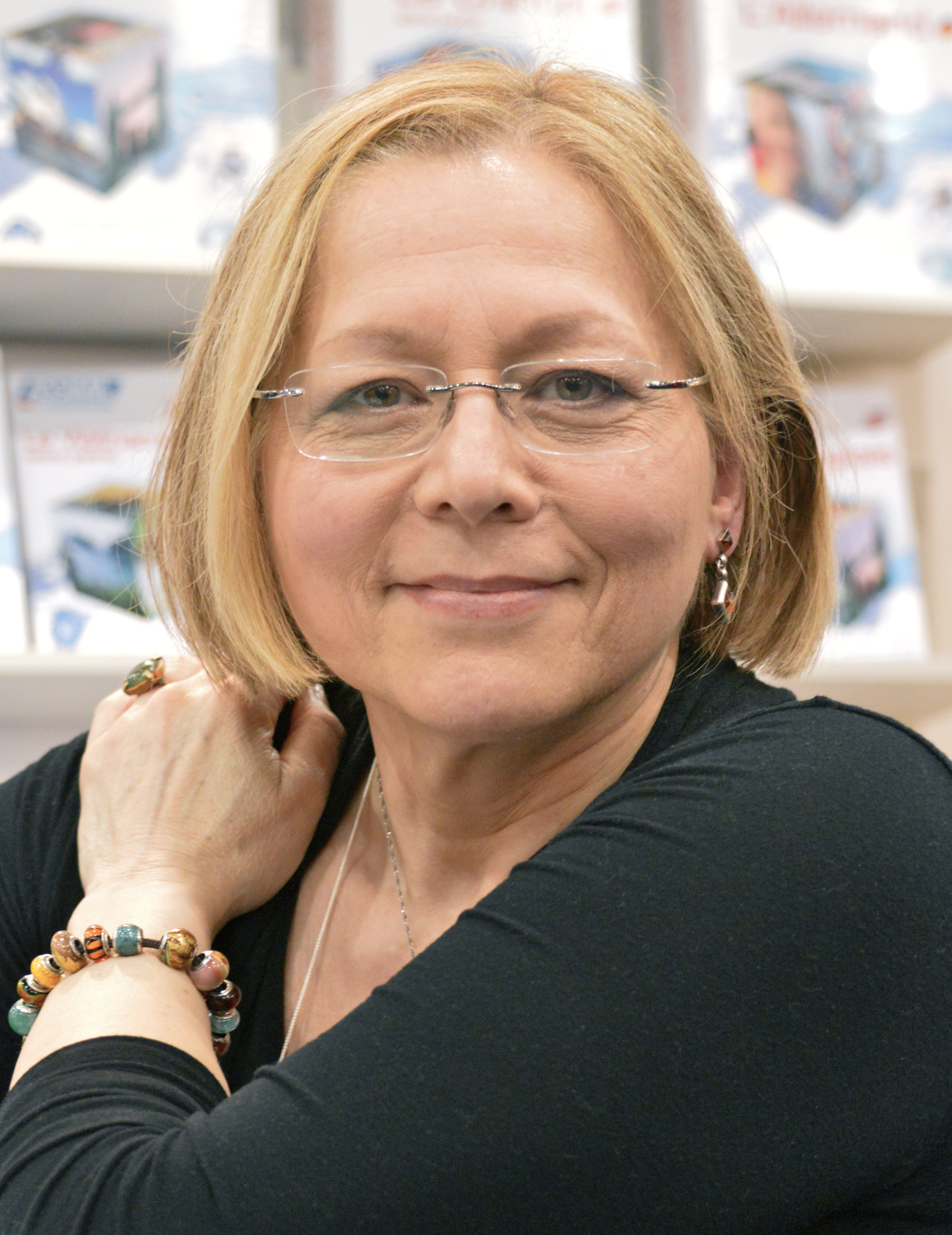
Élisabeth Vonarburg (2013)

Élisabeth Ferron-Wehrlin Morché Vonarburg (geboren am 5. August 1947 in Paris) ist eine franko-kanadische Autorin und Übersetzerin von Science-Fiction und Fantasy, die für ihre Arbeiten vielfach ausgezeichnet wurde.

## Leben
Élisabeth Ferron-Wehrlin studierte Geisteswissenschaften an der Universität Dijon, schrieb eine Magisterarbeit über ein Science-Fiction-Thema, 1972 legte sie das Staatsexamen in moderner Literatur ab und arbeitete danach kurze Zeit als Lehrerin. 1973 emigrierte sie nach Kanada und ließ sich in Québec nieder. 1987 promovierte sie im Bereich Kreatives Schreiben und lebte fortan als freie Schriftstellerin in Chicoutimi bei Saguenay.
1974 hatte sie begonnen, bei dem Science-Fiction-Magazin Requiem mitzuarbeiten, das später in Solaris umbenannt wurde, und ab Ende 1976 veröffentlichte sie dort erste Erzählungen, zunächst in Zusammenarbeit mit ihrem damaligen Mann Jean-Joël Vonarburg. 1978 gewann ihre Erzählung L’Oeil de la nuit den von Requiem vergebenen Prix Dagon. 1979 organisierte sie in Chicoutimi den ersten Congrès Boréal. Bei dem bei dieser Convention seither jährlich in verschiedenen Kategorien vergebenen Prix Boreal war sie selbst jeweils mehrfach Preisträgerin in den Kategorien Roman, Kurzgeschichte und für ihre kritischen Beiträge. Ebenfalls 1979 veranstaltete sie den ersten einer Reihe von Workshops für SF-Autoren, die bis Ende der 1980er Jahre weitergeführt und 2004 wiederbelebt wurde. Von 1983 bis 1986 war Vonarburg dann Herausgeberin des Magazins Solaris. 1987 gewann sie mit ihrer Arbeit bei Solaris und für ihre Verdienste um die SF-Literatur und das SF-Fandom erstmals den Prix Aurora.
1981 war ihr erster Roman Le Silence de la cité erschienen, der im folgenden Jahr mit dem Grand Prix de l’Imaginaire und dem Prix Rosny aîné die beiden renommiertesten französischen Science-Fiction-Preise gewann. In Le Silence de la cité ist die Protagonistin Elisa der letzte Spross einer dekadenten Gesellschaft fast unsterblicher Wissenschaftler, die in einem Europa der fernen Zukunft in einer abgeschlossenen unterirdischen Stadt sich vergraben haben, während die umgebende Wildnis bevölkert wird von barbarischen Mutanten. Elisa, mit besonderen Gaben und Kräften ausgestattetes Produkt genetischer Experimente, verlässt die Stadt, um der Menschheit einen neuen Anfang zu geben.
Der Nachfolgeband Chroniques du Pays des Mères wurde mit dem Prix Aurora, dem Prix Boreal und dem Prix Jacques-Brossard ausgezeichnet. Beide Romane wurden als Die schweigende Stadt bzw. Die Maerlande-Chroniken auch ins Deutsche übersetzt. Außer diesen beiden gibt es in deutscher Übersetzung nur einige verstreut erschienene Erzählungen von Vonarburg. Die Romane bilden den Maerlande-Zyklus, zu dem auch einige Erzählungen gehören, die in den Sammlungen L’œil de la nuit (1980) und Janus (1984) erschienen sind.
Der 1996 bis 1997 erschienene Tyranaël-Zyklus gilt als ein Hauptwerk Vonarburgs, in dem sich in fünf Bänden die Geschichte zweier Planeten und zweier Völker über mehrere Jahrhunderte hinweg entfaltet. Reine de Mémoire, in fünf Bänden von 2005 bis 2007 erschienen, ist ein Fantasy-Zyklus.
Ab 1979 trat Vonarburg auch als Übersetzerin in Erscheinung, beginnend mit Up the Walls of the World von James Tiptree junior, gefolgt von über 40 übersetzten Romanen und zahlreichen Kurzgeschichten, wobei das Gewicht auf Fantasy-Autoren liegt, namentlich Guy Gavriel Kay, Marion Zimmer Bradley und Marie Bilodeau.

## Auszeichnungen
- 1978 Prix Dagon für die Erzählung L’Oeil de la nuit
- 1981 Prix Boréal für die kritische Arbeit
- 1982 Grand Prix de l’Imaginaire, Prix Rosny aîné und Prix Boréal für den Roman Le Silence de la cité
- 1982 Prix Boréal für die Artikelserie Écrire de la SF in Solaris
- 1987 Prix Aurora für ihre Arbeiten bei Solaris
- 1987 Prix Aurora für die Erzählung La Carte du Tendre
- 1990 Prix Aurora für die Erzählung Cogito
- 1991 Prix Aurora für den Roman Histoire de la Princesse et du Dragon
- 1991 Prix Aurora für die Erzählung Ici, des tigres
- 1992 Prix Aurora für den Roman Ailleurs et au Japon
- 1993 Prix Aurora und Prix Boréal für den Roman Chroniques du Pays des Mères
- 1993 Prix Boréal für die kritische Arbeit
- 1993 Prix Jacques-Brossard für Chanson pour une sirène, Chroniques du Pays des Mères, Initiatiques und …Suspends ton vol
- 1996 Prix Aurora für den Roman Les Voyageurs malgré eux
- 1996 Prix Boréal für die kritische Arbeit
- 1997 Prix Boréal für die Erzählung Le Début du cercle
- 1997 Prix Boréal für den Roman Les Rêves de la mer
- 1997 Prix Jacques-Brossard für Le début du cercle, Le jeu de la perfection und Les rêves de la mer
- 1998 Prix du Conseil Quebecois de la Femme en Litterature
- 2001 Prix Boréal für die Erzählung Les Dents du dragon
- 2004 Prix Aurora für die Erzählung La Course de Kathryn
- 2006 Prix Boréal für den Roman La Maison d’Oubli
- 2006 Prix Jacques-Brossard für Reine de Mémoire
- 2007 Prix Aurora für den Roman La Princesse de vengeance
- 2007 Prix Cyrano für das Lebenswerk
- 2011 Prix Aurora für En vol
- 2013 Prix Hommage visionnaire
- 2015 Prix Aurora für den Roman Hôtel Olympia
- 2018 Prix Utopiales européen (Spezialpreis)

## Bibliografie
Die Serien sind nach dem Erscheinungsjahr des ersten Teils geordnet.
Maerlande (Romanserie)
- 1 Le silence de la cité (1981)
  - Deutsch: Die schweigende Stadt. Heyne SF&F #5644, 1997, ISBN 3-453-11911-8.
- 2 Chroniques du pays des mères (1992)
  - Deutsch: Die Maerlande-Chroniken. Heyne SF&F #5888, 1997, ISBN 3-453-12657-2.

Tyranaël (Romanserie)
- 1 Les rêves de la mer (1996)
- 2 Le jeu de la perfection (1996)
- 3 Mon frère l’ombre (1997)
- 4 L’autre rivage (1997)
- 5 La mer allée avec le soleil (1997)
- Contes de Tyranaël (1994, Erzählungen)

Reine de Mémoire (Romanserie)
- 1 La maison d’oubli (2005)
- 2 Le dragon de feu (2005)
- 3 Le dragon fou (2006)
- 4 La princesse de vengeance (2006)
- 5 La maison d’équité (2007)

Les Pierres et les Roses (Romanserie)
- 1 La voie des pierres (2018)
- 2 La voie des roses (2018)
- 3 La balance et le sablier (2018)

Einzelromane
- Histoire de la princesse et du dragon (1990)
- Les contes de la Chatte Rouge (1993)
- Les voyageurs malgré eux (1994)
- Hôtel Olympia (2014)

Sammlungen
- L’œil de la nuit (1980)
- Janus (1984)
- Ailleurs et au Japon (1991)
- Sang de pierre (1999)
- La maison au bord de la mer (2000)
- Slow Engines of Time [English] (2000)
- Le jeu des coquilles de Nautilus (2003)
- Blood Out of a Stone [English] (2009)
- La musique du soleil (2013)

Anthologie (als Herausgeber)
- Tesseracts Q (1996, englisch, mit Jane Brierley)

Sachliteratur
- Comment écrire des histoires (1986)
- Boréal 10 (1988, mit Jean-Guy Boivin)

Kurzgeschichten
- Paradise Glossed (1976, mit Jean-Joël Vonarburg)
- La Femme à rebours (1977, mit Jean-Joël Vonarburg)
- Conte de pierre haute (1978, mit Jean-Joël Vonarburg)
- L’œil de la nuit (1978)
- Marée haute (1978)
  - Deutsch: Flut. In: Maxim Jakubowski (Hrsg.): Quasar 2. Bastei Lübbe (Bastei Lübbe Science Fiction Bestseller #22019), 1980, ISBN 3-404-22019-6.
- Eon (1980)
  - Deutsch: Äon. In: Wolfgang Jeschke (Hrsg.): Heyne Science Fiction Jahresband 1995. Heyne SF&F #5250, 1995, ISBN 3-453-07979-5.
- Géhenne (1980)
- Janus (1980)
- Le pont du froid (1980)
- Le nœud (1980)
- La maudite (1980, mit René Beaulieu)
- L’oiseau de cendres (1982)
- Dans la fosse (1983)
- Oneïros (1984)
- Band ohne Ende (1984)
  - Deutsch: Band ohne Ende. In: Wolfgang Jeschke (Hrsg.): Heyne Science Fiction Jahresband 1996. Heyne SF&F #5398, 1996, ISBN 3-453-09459-X.
- La machine lente du temps (1984)
  - Deutsch: Die säumige Zeitmaschine. In: Wolfgang Jeschke (Hrsg.): Die säumige Zeitmaschine. Heyne SF&F #5645, 1997, ISBN 3-453-11905-3.
- Thalassa (1984)
- La maison au bord de la mer (1985)
- La carte du Tendre (1986)
- Le jeu des coquilles de Nautilus (1986)
- Les yeux ouverts (1986)
- Le dormeur dans le cristal (1986, auch als Sabine Verreault)
- Ailleurs et au Japon (1986, auch als Sabine Verreault)
- Le matin du magicien (1987)
- Retour sur Colonie (1987, mit Joël Champetier)
- Cogito (1988)
- Mourir, un peu (1989)
- Ici, des tigres (1990)
- La mer allée… (1990)
- Celles qui vivent au-dessus des nuages (1991)
- L’aile (1991)
- …Suspends ton vol (1992)
- Chanson pour une sirène (1992, mit Yves Meynard)
- Paguyn et Kithulai (1994)
- Les poligloti (1995)
- La révélation (1996)
- Le début du cercle (1996)
- Le musée de l’impermanence (1997)
- Aurélie sous les étoiles (1998)
- Le langage de la nuit (1999)
- Sang de pierre (1999)
- Terminus (1999)
- Les dents du dragon (2000)
- La course de Kathryn (2003)
- Les villes invisibles (2008)
- Héritages (2009, grafische Erzählung)
- La voix qui chantait le coeur du monde (2009)
- La mort aux dés (2009)
- L’amour au temps des chimères (2013)
- La musique du soleil (2013)
- Les enfants d’Icara (2013)
- Les portes du monde (2018)
- Mane, Tekel, Phares
  - Deutsch: Mane, Tekel, Phares. In: Wolfgang Jeschke (Hrsg.): Heyne Science Fiction Jahresband 1997. Heyne SF&F #5648, 1997, ISBN 3-453-11910-X.

Übersetzungen
- James Tiptree, Jr.: Par-delà les murs du monde (1979, Up the Walls of the World , 1978)
- Chelsea Quinn Yarbro: Fausse aurore (1980, False dawn , 1978)
- Ian Watson: Chronomachine lente (1981, The Very Slow Time Machine , 1979)
- Jayge Carr: L’Abîme de Léviathan (1982, Leviathan’s Deep , 1979)
- Tanith Lee: Le Jour la nuit (1982, Day by Night , 1980)
- Jack Laurence Chalker: Et le diable vous emporte (1984, And the devil will drag you under , 1979)
- Guy Gavriel Kay: L’Arbre de l’été (1994, The Summer Tree , 1984)
- Guy Gavriel Kay: La Route obscure (1995, The darkest road , 1986)
- Guy Gavriel Kay: Le Feu vagabond (1995, The Wandering Fire , 1986)
- Marion Zimmer Bradley: La Chute d’Atlantis (1995, The Fall of Atlantis , 1987)
- Guy Gavriel Kay: La Voie obscure (1997, The darkest road , 1986)
- Thomas Tryon: Noire magie (1997, Night Magic , 1995)
- Marion Zimmer Bradley & Holly Lisle: En Glenravenne (1998, Glenraven , 1996)
- Guy Gavriel Kay: Les Lions d’Al-Rassan (1999, The Lions of Al-Rassan , 1995)
- Guy Gavriel Kay: Le Chemin de Sarance (2001, Sailing to Sarantium , 1998)
- Guy Gavriel Kay: Le Seigneur des Empereurs (2001, The Sarantine Mosaic : Lord of Emperors , 2000)
- Guy Gavriel Kay: Seigneur des Empereurs (2002, The Sarantine Mosaic : Lord of Emperors , 2000)
- Guy Gavriel Kay: Voile vers Sarance (2002, Sailing to Sarantium , 1998)
- Marion Zimmer Bradley & Holly Lisle: Glenravenne (2003, Glenraven , 1996)
- Sean Stewart: Le Jeu de la passion (2003, Passion Play)
- Jude Fisher: L’Éveil de la magie (2004, Sorcery Rising , 2002)
- Marie Jakober: Le Calice noir (2004, The Black Chalice , 2000)
- Guy Gavriel Kay: Le Dernier rayon du soleil (2005, The Last Light of the Sun , 2004)
- Jude Fisher: Magie sauvage (2006, Wild Magic , 2003)
- Marie Jakober: Même les pierres… (2006, Even the Stones , 2004)
- Guy Gavriel Kay: Ysabel (2007)
- Jude Fisher: Le Sanctuaire (2007, The Rose of the World , 2005)
- Adam Roberts: Gradisil (2008, Gradisil , 2007)
- Kristine Kathryn Rusch: Les Disparus (2008, The Disappeared , 2002)
- Linda Nagata: Aux Marges de la Vision (2008, Limit of Vision , 2001)
- Carol Berg: L’Esclave (2009, Transformation , 2000)
- Kristine Kathryn Rusch: Extrêmes (2009, Extremes , 2003)
- Claude Lalumiere: Odyssées chimériques (2011)
- Robert Jackson Bennett: Mr. Shivers (2011, Mr. Shivers , 2010)
- Guy Gavriel Kay: Sous le ciel (2012, Under Heaven , 2010)
- Marion Zimmer Bradley: La Vague montante (2013, The Climbing Wave , 1955)
- Guy Gavriel Kay: Le Fleuve des étoiles (2014, River of Stars , 2013)
- Marie Bilodeau: Le Sang de Mirial (2016, Destiny’s Blood , 2010)
- Marie Bilodeau: La Chute de Mirial (2016, Destiny’s Fall , 2012)
- Guy Gavriel Kay: Enfants de la Terre et du Ciel (2017, Children of Earth and Sky , 2016)
- Guy Gavriel Kay: La Tapisserie de Fionavar - L’intégrale (2017)
- Marie Bilodeau: La Guerre de Mirial (2017, Destiny’s War , 2014)